# Amphineurus gracilisentis
Amphineurus gracilisentis là một loài ruồi trong họ Limoniidae. Chúng phân bố ở miền Australasia.